# يورغن هاينريش
يورغن هاينريش (بالهولندية: Jürgen Heinrichs؛ بالألمانية: Jürgen Heinrichs) هو لاعب كرة قدم ألماني وهولندي في مركز الوسط، ولد في 21 يناير 1977 في غايلنكيرشن في ألمانيا. لعب مع فورتونا سيتارد وفورتونا كولن.

## وصلات خارجية
- يورغن هاينريش على موقع قاعدة بيانات كرة القدم.إي يو (الإنجليزية)
- يورغن هاينريش على موقع بيانات كرة القدم. دي إي (الألمانية)
- يورغن هاينريش على موقع عالم كرة القدم.نت (الإنجليزية)